# Ananuri
Ananuri (in georgiano ანანური?) è un complesso architettonico sito sulle rive del fiume Aragvi, in Georgia. Il castello si trova a circa 70 chilometri di distanza dalla capitale Tbilisi. Nel 2007 è stato inserito tra i siti georgiani candidati all'ingresso nella lista dei patrimoni dell'umanità dell'UNESCO.

## Storia e descrizione
Ananuri fu sede degli eristavi del Ducato di Aragvi, una dinastia feudale che governò l'area a partire dal XIII secolo. In ragione della sua funzione strategica, la fortezza fu scenario di numerose battaglie svoltesi nel corso dei secoli. Nel 1739 Ananuri fu attaccata dalle forze di un ducato rivale, guidate da Shanshe di Ksani, e subì un incendio. La famiglia degli eristavi di Aragvi fu sterminata. Tuttavia, quattro anni più tardi i contadini locali si rivoltarono contro il dominio di Shanshe, uccidendo gli usurpatori e invitando il re Teimuraz II a governare direttamente su di loro. Nonostante ciò, nel 1746 Teimuraz II fu costretto a sopprimere un'altra rivolta contadina con l'aiuto del re di Cartalia Eraclio II. La fortezza rimase in uso fino all'inizio del XIX secolo.
Il complesso consiste di due castelli uniti da un muro di cortina merlato. La fortificazione superiore, dotata di una grande torre quadrata, è conosciuta con il nome di Sheupovari. È tuttora ben preservata ed è nota per essere stata il teatro dell'ultima difesa del ducato di Aragvi contro Shanshe di Ksani. L'altra fortificazione, quella inferiore, è dotata di una torre rotonda e versa per lo più in rovina. All'interno del complesso, tra gli altri edifici, spiccano due chiese.
La vecchia chiesa della Vergine, che confina con la torre quadrata, ospita al proprio interno le sepolture di alcuni degli eristavi di Aragvi. Risale alla prima metà del XVII secolo ed è costruita in mattoni. L'interno della chiesa non contiene molte decorazioni, ma possiede un baldacchino di pietra fatto costruire dalla vedova dell'eristavi Edishera, morto nel 1674. La più ampia chiesa della Dormizione fu edificata nel 1689 per il figlio dell'eristavi Bardzem. Si tratta di una struttura con pianta centrale a cupola, dotata di raffinate decorazioni alle facciate. Essa inoltre contiene i resti di numerosi affreschi, andati in gran parte perduti a causa dell'incendio del 1739. Durante gli anni venti del XVIII secolo, epoca in cui la Georgia si trovò a dover fronteggiare le invasioni persiane ed ottomane, la fortezza custodì la più importante reliquia georgiana, la Croce di Santa Nino.

## Galleria d'immagini

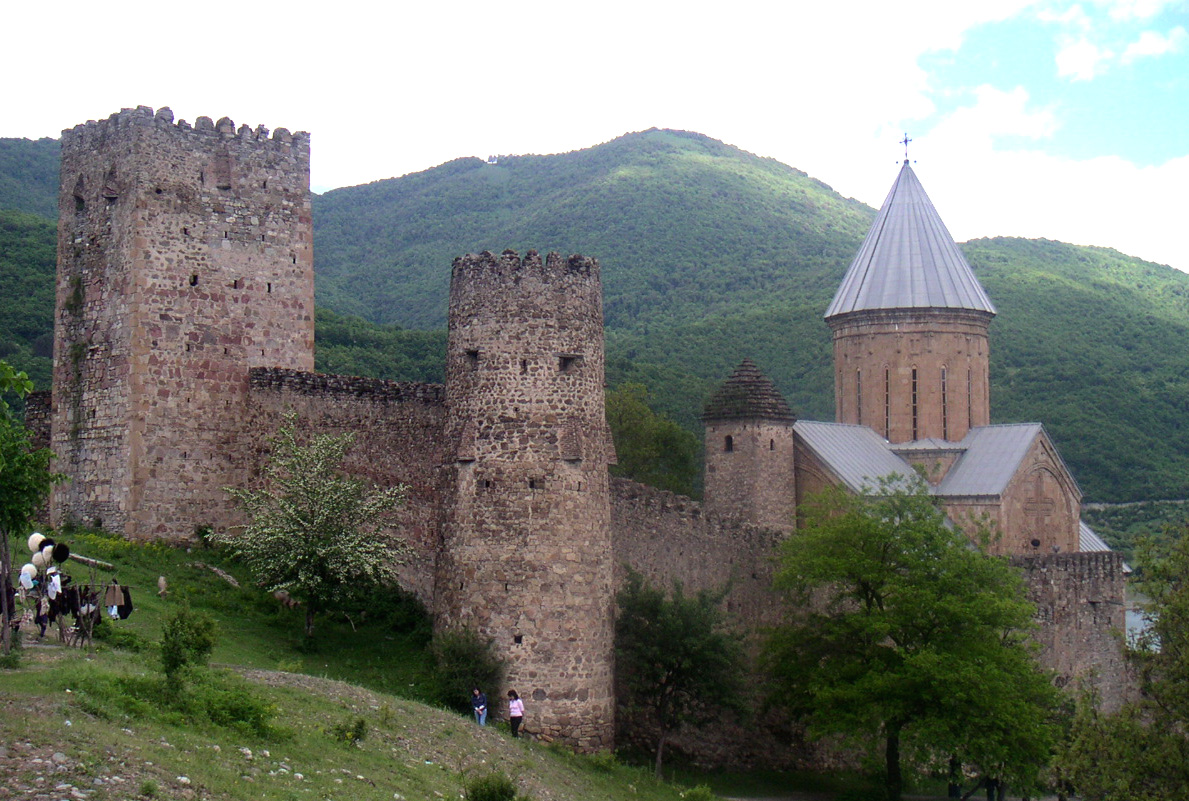
La fortezza
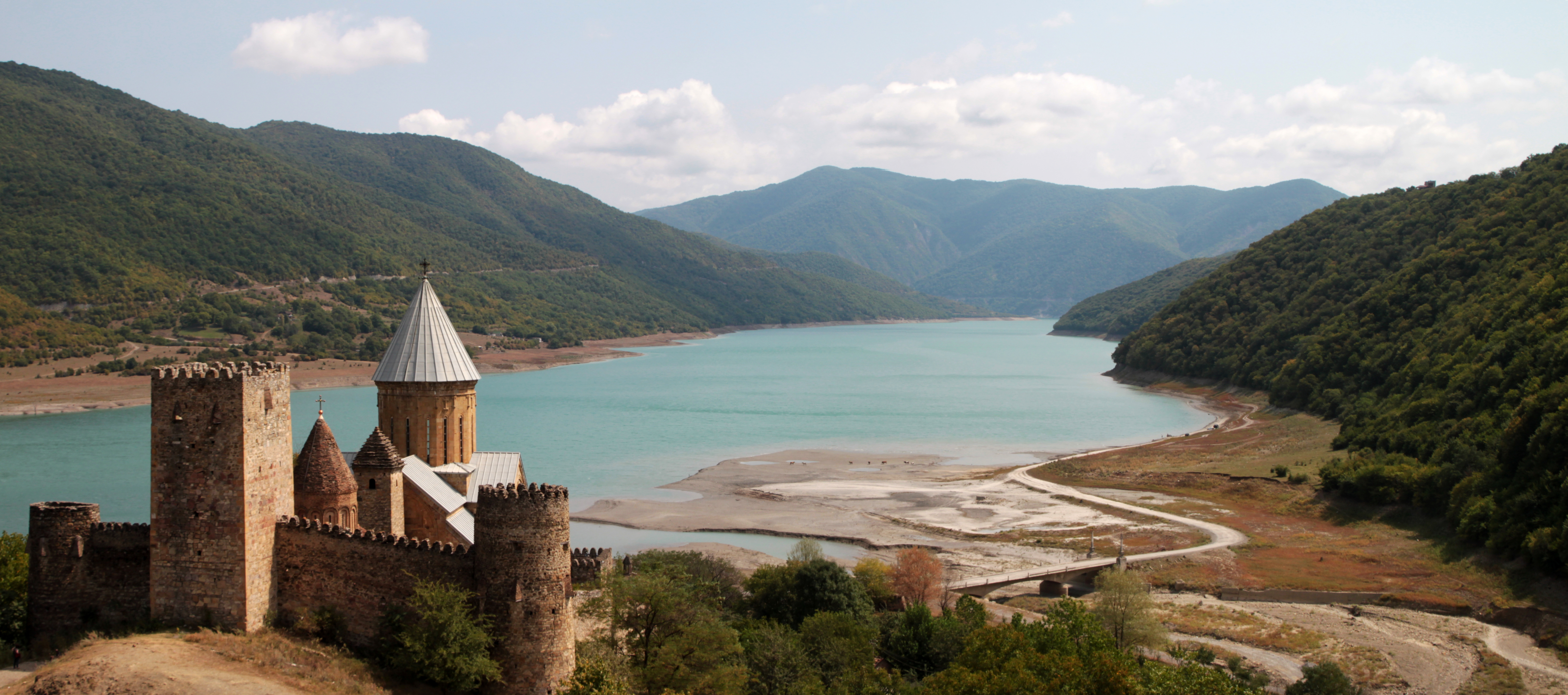
La fortezza e il fiume Aragvi
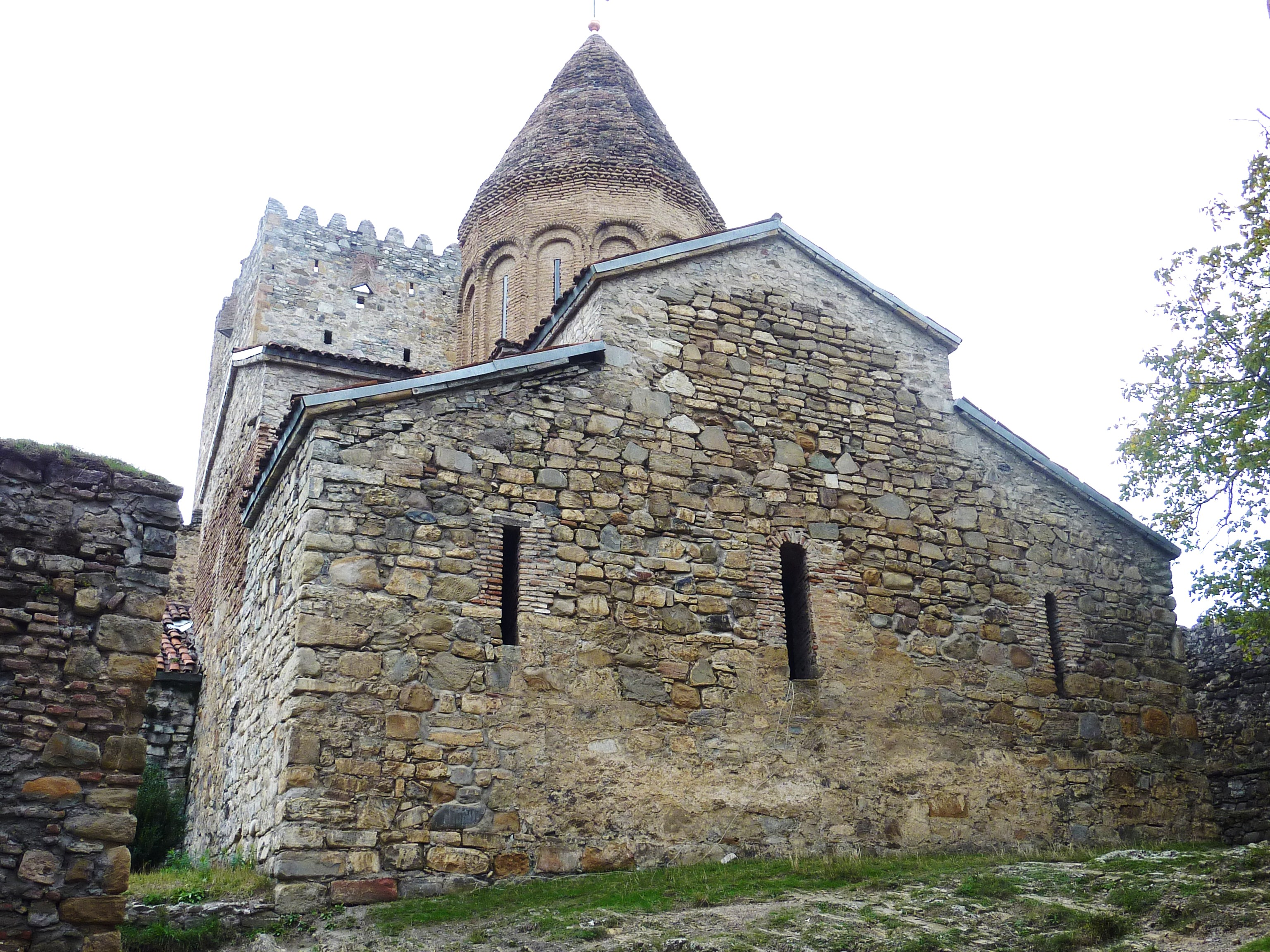
Chiesa della Vergine
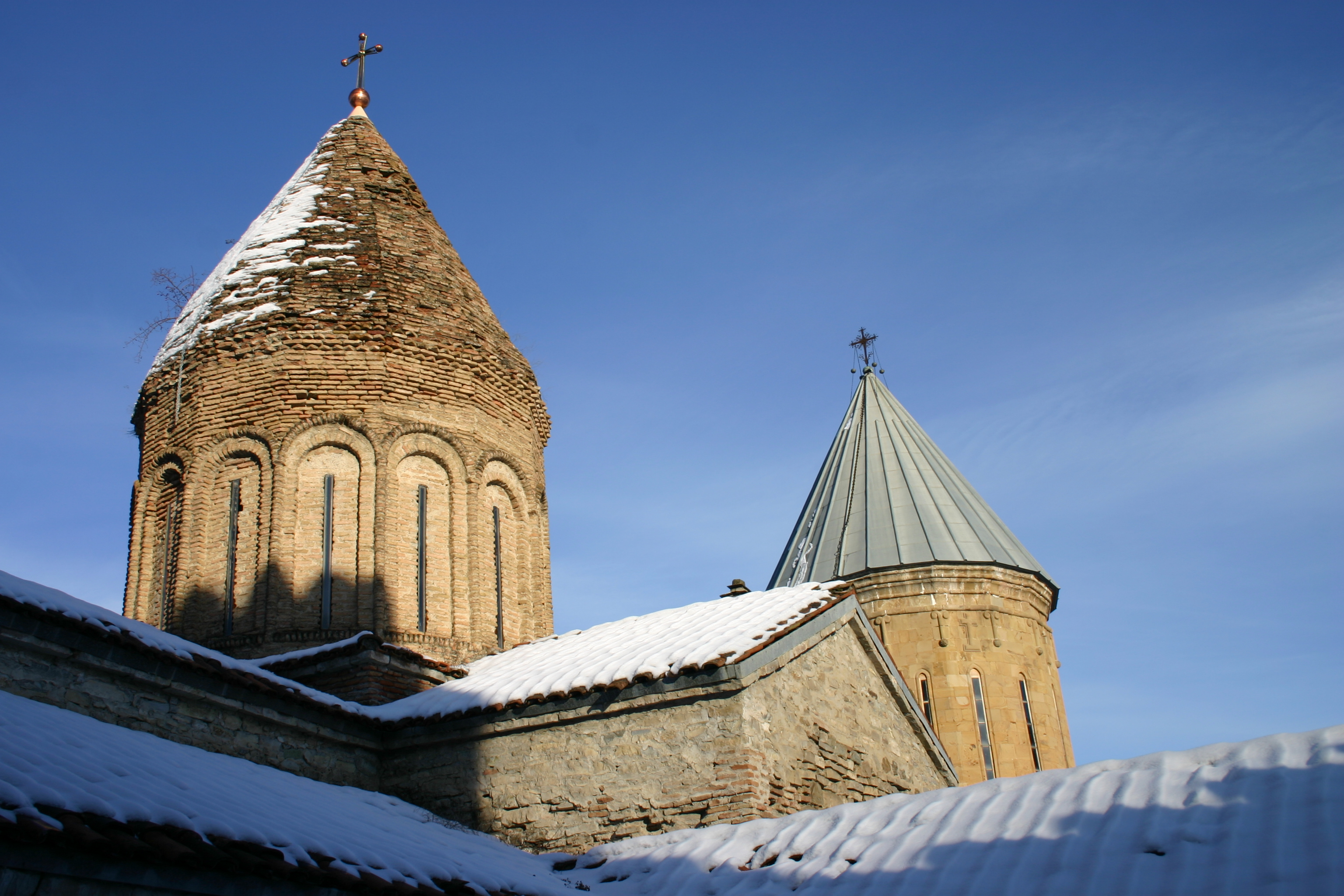
Le cupole
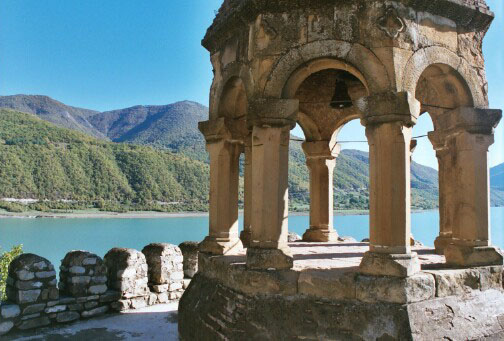
Il campanile
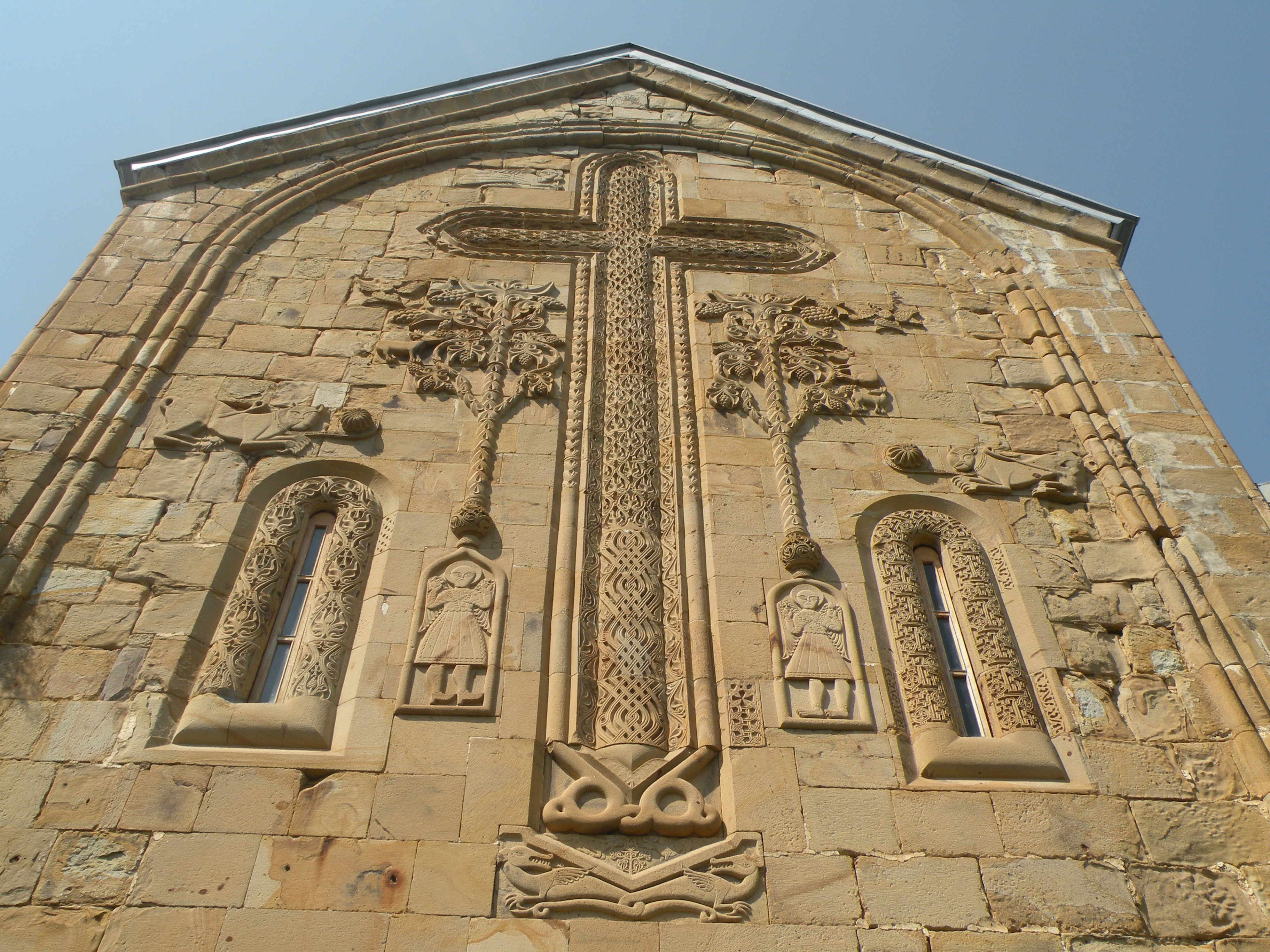
Chiesa della Dormizione
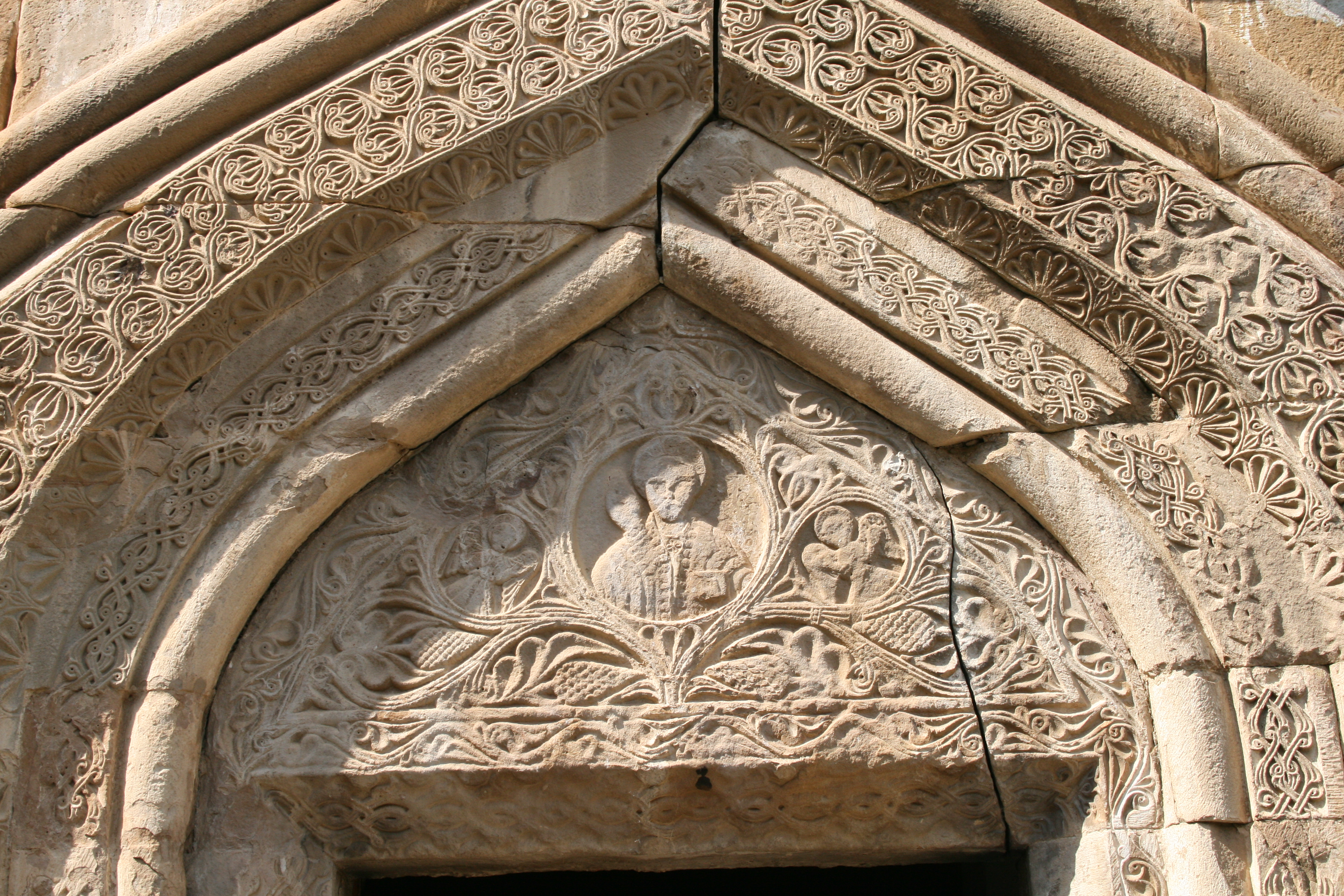
Particolare dei rilievi
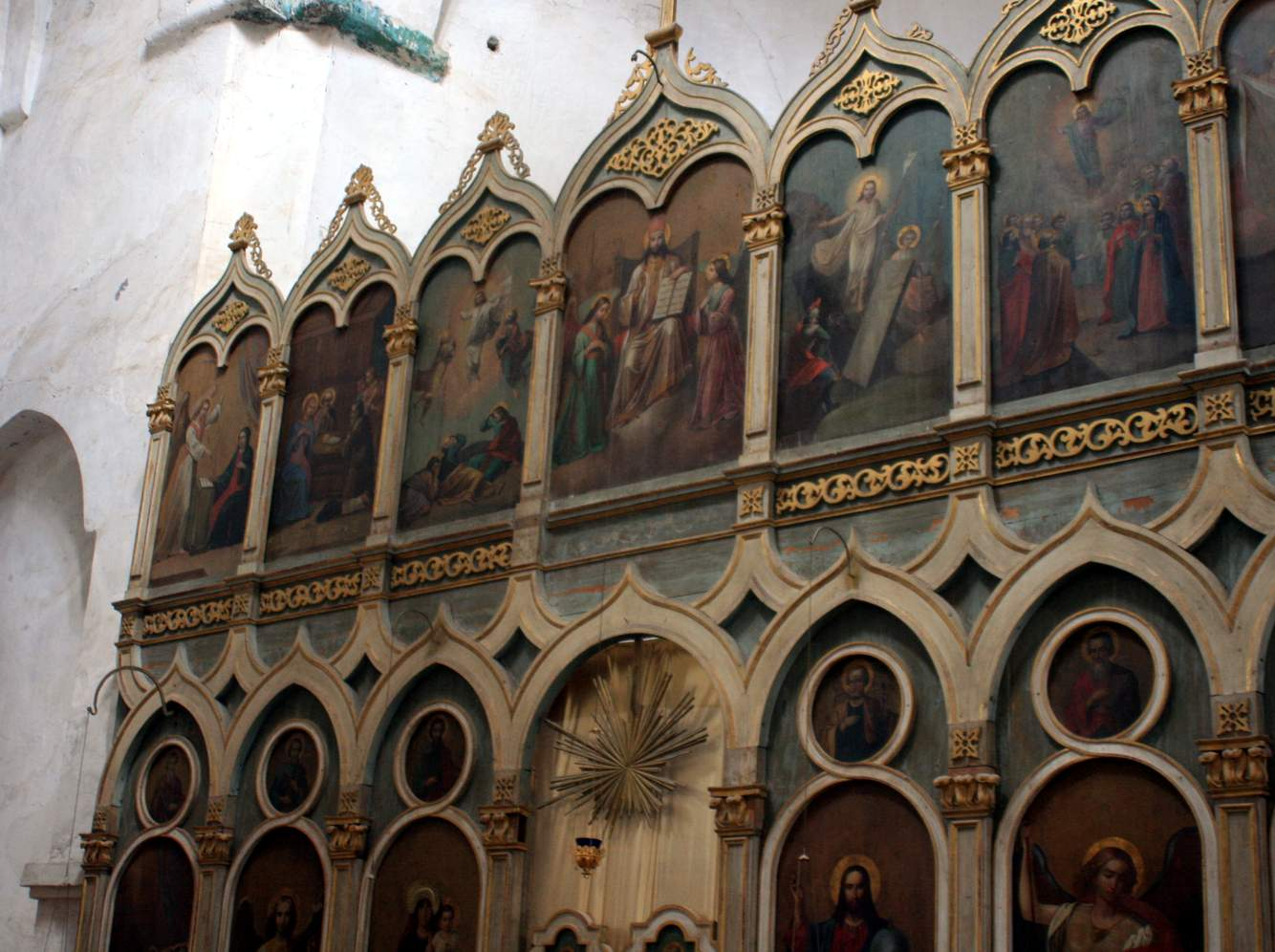
L'iconostasi della chiesa
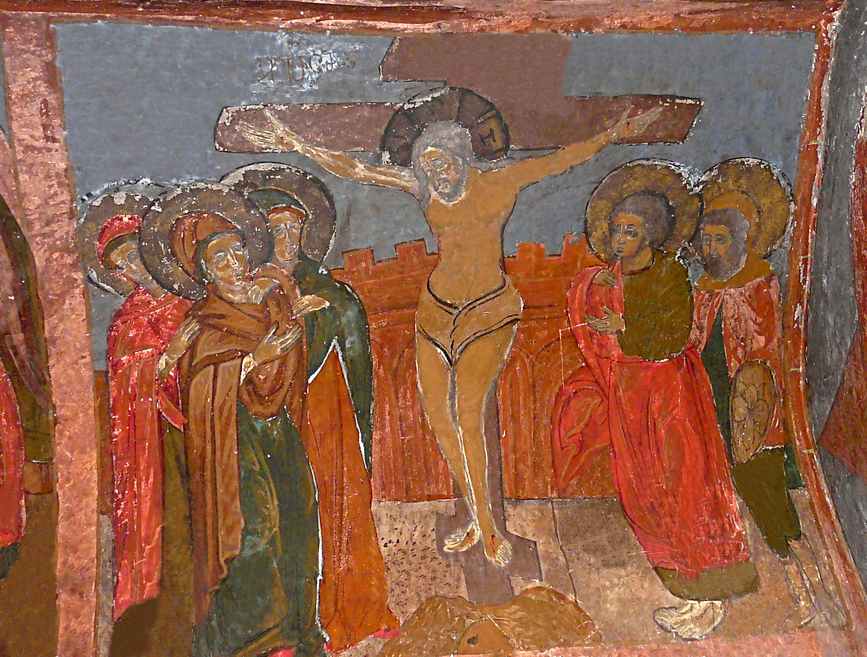
Pitture murali
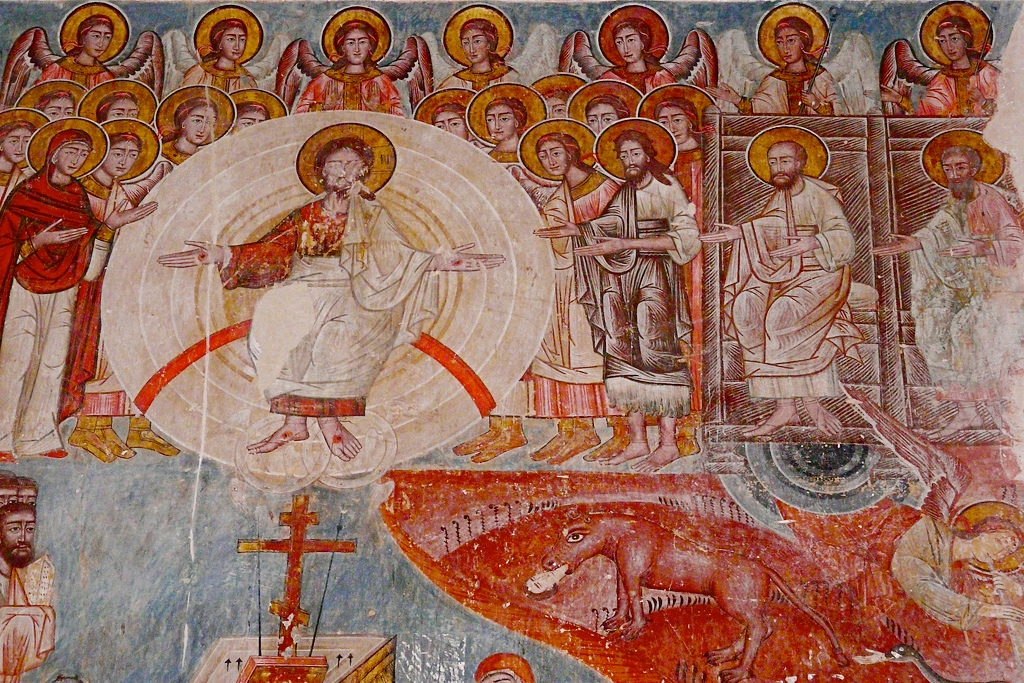
Pitture murali